# Eois dryope
Eois dryope är en fjärilsart som beskrevs av William Schaus 1912. Eois dryope ingår i släktet Eois och familjen mätare. Inga underarter finns listade i Catalogue of Life.